# Teletransporte
Teletransporte o teletransportación es el proceso ficticio de mover objetos o partículas de un lugar a otro instantáneamente, sin atravesar el espacio físico entre ellos. Es un tema común en la literatura de ciencia ficción y otras formas de cultura popular. La teletransportación a menudo es comparada con el viaje en el tiempo, en el sentido de que el viaje entre los dos puntos toma un periodo de tiempo desconocido, a veces siendo inmediato.  
Se desconoce la existencia de un mecanismo físico que permita la teletransportación, si bien artículos científicos y noticiosos han reportado sobre la llamada «teleportación cuántica», una técnica que permite la transferencia de información cuántica (y no de objetos físicos) de un emisor en una ubicación a un receptor que está a cierta distancia. 
Según la narración de que se trate, puede realizarse, o no, utilizando una máquina o dispositivo llamada/o teletransportador. Literalmente quiere decir «desplazar a distancia», lo que puede ser entendido como un desplazamiento que se produce sin necesidad de establecer contacto físico directo con el objeto para que este se mueva. 
Por ejemplo si teletransportaramos la copia exacta de un ser humano, deberíamos destruir al original para que se considere teletransportado y no duplicado.

## Historia
La palabra teleportation fue inventada por el escritor Charles Fort a principios de la década de 1930. Fort usó la palabra para describir la supuesta conexión entre misteriosas desapariciones y apariciones en distintas partes del mundo. La palabra «teletransporte» fue utilizada por primera vez por el filósofo Derek Parfit como parte de un ejercicio mental de identidad.
Científicamente no se conoce ningún mecanismo en el cual, el teletransporte de objetos macroscópicos pueda ocurrir, ni siquiera de partículas subatómicas. Sin embargo, los investigadores del Instituto Max Plank en Berlín demostraron que los electrones de las moléculas de nitrógeno en su forma gaseosa, es decir las onda-partículas existen simultáneamente. En la ciencia ficción, generalmente se basa en codificar información acerca de un objeto, transmitir la información a otro lugar, como a través de una señal de radio, y crear una copia del original en el punto de destino.
El concepto de teletransporte también se ha relacionado con algunos fenómenos como son el de la bilocación o multilocación, la habilidad de estar presente en varios lugares al mismo tiempo, generalmente atribuida a los santos, y el aporte.
El teletransporte podría consistir en la descomposición de la materia en información, siendo ésta transmitida a otro lugar en el que se crearía una copia exacta del objeto teletransportado.

## El teletransporte en la ficción
- Quizás la narración más temprana de ciencia ficción sobre el concepto de teleportación fue escrita en 1877. El cuento “The man without a body” (el hombre sin un cuerpo) de Edward Page Mitchell relata la historia de un científico que descubre un método para desarmar los átomos de un gato y transmitirlos por un cable de telégrafo. Cuando intenta hacerlo por sí mismo, la batería del telégrafo se agota cuando solo había logrado transmitir la cabeza, falleciendo en el intento. El cuento de 1927 "The Disintegration Machine" (La máquina desintegradora) de Arthur Conan Doyle también toca el tema de la teleportación.

- Posteriormente, los autores de la edad de oro de la Ciencia Ficción usaron el término y el concepto de la teleportación, como A. E. van Vogt, George Langelaan y Algis Budrys. La aclamada novela “The stars my destination” (“Las estrellas mi destino”, también conocida por su nombre británico “Tigre, Tigre”) narra una cultura transformada por el descubrimiento del “jaunteo”.

- Por otro lado, la cultura popular adoptó la idea de la teleportación gracias a la serie de televisión de 1966 Star Trek ("Viaje a las estrellas") y sus secuelas cinematográficas. La teleportación en Star Trek consiste en un dispositivo llamado “transportador”, que permite teleportar objetos (e incluso criaturas vivas) hasta un punto determinado, no demasiado distante. Teóricamente, existe una técnica de escaneo que permite determinar la posición de las partículas del objeto, desmantelarlo y enviarla a través de un rayo a un punto donde se ensamblarán nuevamente. Todo el proceso es asistido por una potente computadora. Este enfoque de la teleportación choca con la realidad del principio de incertidumbre, que impide localizar con precisión una partícula elemental y mucho menos desmantelarla.

- En la serie televisiva The Big Bang Theory, el físico teórico Sheldon Cooper dio una definición de teletransporte: aunque una máquina teletransportadora pudiera determinar el estado cuántico de la materia de un individuo, en realidad no estaría teletransportándolo, sino destruyéndolo en una ubicación para luego recrearlo en otra.

- En la serie televisiva Steins;Gate (serie de anime que surge a partir de una novela visual) se explican y muestran algunas de las teorías conocidas sobre el teletransporte.

- Otra forma de teleportación común en la ciencia ficción (como se ve en la serie de La Cultura), consiste en enviar un objeto a través de un agujero de gusano artificialmente inducido, permitiendo una transferencia a velocidades superiores a la luz, sin despreciar el principio de incertidumbre.

- En los videojuegos, el concepto de teleportación ha sido usado hasta el hartazgo, Algunos juegos que utilizan el concepto son la serie Quake, Unreal Tournament, Runescape Halo y Half-Life, es más, el tema principal del juego Doom 3 es el desarrollo de una máquina de teletransporte, la cual creaba túneles como un agujero de gusano. Actualmente uno de los más recientes que explotan este concepto es Portal. También en la popular saga de Sonic the Hedgehog, los personajes que adquieren la Super Transformación suelen poder teletransportarse, como por ejemplo, Super Sonic, Super Shadow, Super Knuckles, etc. Otra franquicia de videojuegos que usa la teletransporte es la de Pokémon, donde la mayoría de los pokémon del tipo psíquico tienen esta habilidad, y además en las guaridas de los equipos villanos -Como el Team Rocket- excepto la del Equipo Plasma tienen baldosas que activan el teletransporte al pisarla. Hasta en la saga MOTHER / Earthbound juegos aparece este poder: En MOTHER, Ninten gana esta habilidad cuando telepáticamente habla con un bebé en Youngtown quien dice este niño: "Nací con poderes PSI". En EarthBound, Ness la gana en 2 niveles: α y β, esto después de que un mono en Dusty Dunes Desert le enseñara este movimiento y luego rescatara a Paula. El nivel β lo gana al vencer a su pesadilla en Sea of Eden (un mar en Magicant que simboliza la parte malvada de Ness).

- En el videojuego Los Sims 2: Bon Voyage cuando visitas la Aldea Takemizu (el Lejano Oriente) puedes encontrarte con un ninja que te enseña a teletransportarte si respondes un acertijo correctamente para que este compruebe tu valía.

- En la película de ficción La Mosca. El científico Seth Brundle (Jeff Goldblum) inventa un dispositivo de teletransporte usando dos cabinas o cámaras (telépodos) donde el objeto (inerte o vivo) se desintegra y reintegra completando el proceso de teletransporte. Brundle logra teletransportar objetos inanimados de un telépodo a otro. Al probarlo con seres vivos (un simio) logra iguales resultados exitosos. Cuando Brundle intenta teletrasportarse él mismo, una mosca ingresa con él al telépodo. La computadora que debe desintegrar y reintegrar el objeto a teletrasportar, se "confunde" al encontrar dos patrones de ADN distintos y los combina genéticamente, logrando así la imposible unión genética de un humano con un insecto. El material genético de la mosca poco a poco va desintegrando por dentro el cuerpo de Brundle convirtiéndolo en un capullo y acelerando su metabolismo para dar nacimiento a una criatura humano/mosca que se gesta dentro del cuerpo malogrado del científico. El teletrasportador acabó siendo un fusionador genético.

- En la película Jumper, ciertas personas tienen la habilidad de teletransportarse: David lo usa para su propio beneficio.

- En Dragon Ball, Son Goku, Cell, Majin Boo,el Supremo Kaiō, Janemba y Cooler pueden realizar la teletransportación. Para realizarla, hay que encontrar el Ki de una persona determinada que se encuentre en el lugar al que se quiere transportar (ayuda mucho el hecho de conocer a esa persona) y el transporte se realiza (el Supremo Kaio-Sama y Majin Boo no necesitan buscar un Ki). Esta técnica necesita de concentración, y aunque puede realizarse en cualquier pose, lo más común es que el usuario apunte con los dedos índice y corazón de su mano a la frente y cierre los ojos.
- En la serie Doraemon los protagonistas se teletransportan utilizando la puerta mágica.

- En el cómic de MARVEL X-MEN, Nightcrawler (Rondador Nocturno en España) es un superhéroe mutante con la capacidad de teleportarse, hasta una distancia máxima de unos tres kilómetros.

- En la saga de Harry Potter la teletransportación es llamada aparición, es mucho más sencillo de realizar, simplemente enfocas tu mente en el lugar deseado y automáticamente aparecerás en el lugar deseado, pero para eso se necesita haber aprobado anteriormente un curso sobre este y haber sacado una licencia para apariciones.

- La relación entre teleportación y campo magnético se puede ver en el quinto episodio de la primera temporada de Almacén 13 y en el cuarto episodio de la cuarta temporada de Fringe.
- En Naruto Shippuden Minato Namikaze y Tobirama Senju son capas de realizar el Jutsu del dios Trueno Volador (飛雷神の術, Hiraishin no Jutsu) que le permite teletransportarse a ambos.
- En el juego de cartas coleccionables Magic: The Gathering, un planeswalker llamado Venser Posee la habilidad de la teletransportación.
- En la serie My Little Pony: Friendship Is Magic, los ponis unicornio tienen esta habilidad como poder natural, además de que los unicornios usan magia, especialmente la protagonista Twilight Sparkle.
- En el videojuego Injustice uno de los personajes cyborg inventó un teletransportador.

## Teletransporte y ciencia
En el año 2004 la Fuerza Aérea de los Estados Unidos publicaba un informe titulado “Teleportation Physics Study” y publicado en la página web de la FAS (Federation of American Scientists), respetable y prestigiosa institución científica. El contenido del informe abarca tanto temas científicos muy complejos, entre ellos la teleportación.
En 2005 apareció un curioso artículo en la revista Muy Interesante. Anton Zeilinger, reconocido experto en el campo de la física cuántica había conseguido con ayuda de todo su equipo teletransportar por medio de un túnel que atravesaba todo el Danubio por debajo, un par de fotones entrelazados cuánticamente. Esto suponía una distancia de 600 metros.
En 2007, un equipo de investigadores de la ESA ha conseguido realizar una comunicación cuántica entre dos puntos separados por una distancia de 144 kilómetros (situados entre las islas de La Palma y Tenerife, en España), demostrando que el efecto cuántico del entrelazamiento se mantiene a grandes distancias. Este experimento es el primer logró de un estudio cuyo objetivo es el diseño de un sistema que permita comunicarse de una forma totalmente segura con satélites mediante comunicación cuántica. En 2009 ya se ha conseguido el teletransporte de masa considerable, en torno a unos 5000 átomos y la distancia de unos 23 kilómetros en Canadá. El método fue basado en la desaparición de materia a altas velocidades.
Según leyes físicas conservativas, el teletransporte sería imposible, ya que, el teletransporte de un objeto de un lugar original a un nuevo lugar, debe mantener en todo momento su energía, si se transporta un objeto de un lugar con altura 0 (h = 0) y se desplaza a un lugar con altura distinta de 0 (h!= 0) existiría una necesaria compensación de energía, la cual no podría ser calculada de manera certera; por motivos de esta índole se está tabulando la opción de la imposibilidad de teletransporte.